# La lunga estate di Otto
La lunga estate di Otto (Ti kniver i hjerte) è un film del 1994 diretto da Marius Holst.